# Акоста, Тамара
Тамара Акоста урождённая Тамара Ольга Акоста Замбра (исп. Tamara Acosta; 5 февраля 1972, Сан-Бернардо (Чили)) — чилийская актриса
 театра, кино и телевидения, телеведущая.

## Биография
Окончила Театральную школу. Играет в театре, снимается в кино и на телевидении. Известна как «муза чилийского кино», поскольку участвовала в большом количестве фильмов, снятых в Чили. В 1991 году дебютировала на телевидении. 
За время карьеры снялась в 57 кино- и телефильмах.
Завоевала ряд наград на международных кинофестивалях. 
За роль в чилийском телесериале «80-е» была пять раз подряд номинирована на премию в области национального искусства «Альтазор», как лучшая телевизионная актриса, выиграв её трижды подряд. В списке «10 избранных деятелей культуры Чили» считается второй лучшей исполнительницей всех времен, уступая лишь Клаудии Ди Джироламо.